# Come Hell or High Water
| 평가 점수                        | 평가 점수 |
| 출처                             | 점수      |
| -------------------------------- | --------- |
| AllMusic                         | [ 2 ]     |
| Collector's Guide to Heavy Metal | 7/10      |

《Come Hell or High Water》는 영국의 하드 록 밴드 딥 퍼플의 라이브 음반이다. 이 음반은 1993년 10월 16일, 독일 슈투트가르트의 한스-마르틴-슐라이어-할레와 11월 9일, 잉글랜드 버밍엄의 선관위에서 녹음되었다.
이 음반은 리치 블랙모어가 1993년 11월 17일, 핀란드 헬싱키에서 콘서트를 마친 후 그만둔 마지막 음반 중 하나이다. 그는 나머지 투어에서 조 새트리아니로 대체되었고 나중에 스티브 모스로 대체되었다.

## 녹음
이 라이브 공연은 리치 블랙모어의 무대 위에서의 불규칙한 행동으로 잘 알려져 있다. 밴드는 블랙모어 없이 그의 기타 솔로 섹션이 대략 3시에 끝날 때까지 무대에 들어가지 않은 〈Highway Star〉로 시작했다. 알 수 없는 이유로, 그는 무대의 반대편에서 이언 길런 뒤에서 촬영하는 카메라맨의 존재를 문제 삼았다. 솔로 공연 중에, 그는 발사체를 찾기 위해 주위를 두리번거렸고, 물컵을 카메라맨에게 던졌다. 밴드는 소동으로 혼란을 겪었지만 노래를 마쳤고, 블랙모어는 즉시 그의 탈의실로 돌아왔고 카메라맨이 제거될 때까지 공연을 계속하지 않았다. 밴드 사이의 무대 위 긴장으로 인해 몇 개의 기타 솔로 자리가 끊겼고, 콘서트가 끝날 때쯤, 블랙모어는 밴드를 향해 짧은 정중한 제스처를 취한 후 다른 밴드 멤버들이 관객들에게 작별인사를 하고 왼쪽으로 나가기 전에 빠르게 무대를 빠져나갔다.
곧 떠날 기타리스트의 행동에 대한 밴드의 나머지 불만은 그들의 인터뷰에서 분명히 드러났으며, 당연하게도 블랙모어는 이 부분에 참여하지 않은 유일한 사람이다.
이 음반에는 버밍엄에서 가져온 〈Anyone's Daughter〉를 제외한 슈투트가르트 쇼의 곡들이 수록되어 있다.
슈투트가르트와 버밍엄 쇼의 전체 콘서트 버전은 2006년 소니/BMG에 의해 4개의 CD 박스 세트인 《Live in Europe 1993》로 발매되었으며, 각 콘서트에는 게이트폴드 슬리브와 종이 CD 라이너가 있다. 2007년 각 쇼는 보석 케이스에 별도로 발매되었지만, 버밍엄 쇼는 재발매에 대한 이언 길런의 항의로 인해 곧 삭제되었다.

## 곡 목록
모든 곡들은 특별한 언급이 없는 한 리치 블랙모어, 이언 길런, 로저 글로버, 존 로드 그리고 이언 페이스에 의해 작사/작곡하였다.
| #  | 제목                    | 작사·작곡                    | 재생 시간 |
| -- | ----------------------- | ---------------------------- | --------- |
| 1. | 〈Highway Star〉        |                              | 6:40      |
| 2. | 〈Black Night〉         |                              | 5:40      |
| 3. | 〈A Twist in the Tale〉 | 블랙모어, 길런, 글로버       | 4:27      |
| 4. | 〈Perfect Strangers〉   | 블랙모어, 길런, 글로버       | 6:52      |
| 5. | 〈Anyone's Daughter〉   |                              | 3:57      |
| 6. | 〈Child in Time〉       |                              | 10:48     |
| 7. | 〈Anya〉                | 블랙모어, 길런, 글로버, 로드 | 12:13     |
| 8. | 〈Speed King〉          |                              | 7:29      |
| 9. | 〈Smoke on the Water〉  |                              | 10:26     |

## 인증
| 국가                                                  | 인증     | 판매량/출하량 |
| ----------------------------------------------------- | -------- | ------------- |
| 오스트레일리아 (ARIA)                                 | 플래티넘 | 15,000^       |
| 영국 (BPI)                                            | 골드     | 25,000*       |
| *판매량을 기반으로 한 인증 ^출하량을 기반으로 한 인증 |          |               |